# Zinaida Giergiel
Zinaida Giergiel (ur. 5 maja 1915 w Marcelówce, zm. 13 września 1989 we Włodzimierzu Wołyńskim) – Ukrainka, która latem 1943 r. uratowała polską rodzinę Zarembów przed atakiem oddziałów OUN-UPA. W 2019 odznaczona Medalem Virtus et Fraternitas.

## Życiorys
Córka Michała i Ewy, urodzona we wsi Marcelówka w rejonie włodzimierskim. Po zakończeniu działań wojennych Giergiel była opiekunką w przedszkolu oraz pracowała jako nauczycielka w lokalnej szkole podstawowej, a oprócz tego zajmowała się gospodarstwem domowym. Jej małżonkiem był Anatolij Giergiel. Latem 1943 r. ostrzegła Rozalię Zarembę (matkę Stanisławy Tokarczuk) o zasadzce przygotowanej przez członków UPA. Kilka dni wcześniej rodzina Zarembów, ostrzeżona przez męża Zinaidy Giergiel – Anatolija, bezpiecznie opuściła Marcelówkę i znalazła schronienie we Włodzimierzu Wołyńskim. Jednak brak dostępu do pożywienia oraz głód zmusiły Rozalię Zarembę do powrotu do opuszczonego gospodarstwa w Marcelówce. W okolicy własnego gospodarstwa spotkała Zinaidę Giergiel, która czekała na nią przez kilka dni z rzędu, aby ostrzec ją przed przygotowaną przez UPA zasadzką. Dzięki temu ostrzeżeniu Rozalia Zaremba uniknęła śmierci. Zinaida Giergiel zmarła 13 września 1989 r. we Włodzimierzu Wołyńskim.